# Аргумент липкої намистинки
Аргумент липкої намистинки — простий уявний експеримент у загальній теорії відносності, покликаний показати, що гравітаційні хвилі справді існують в загальній теорії відносності і можуть мати фізичні прояви. Реальність гравітаційних хвиль не була загальноприйнята до середини 1950-х років, але після появи аргументу липкої намистинки будь-які сумніви невдовзі зникли з дослідницької літератури.
Аргумент часто приписується Герману Бонді, який популяризував його, але насправді першим його анонімно запропонував Річард Фейнман.

## Опис
Уявний експеримент був вперше описаний Фейнманом (під псевдонімом «містер Сміт») у 1957 році на конференції в Чапел-Гіллі у США. Пізніше Фейнман так описував його в особистому листі до Віктора Вайскопфа:

Детектор гравітаційних хвиль Фейнмана: Це просто дві намистинки, які вільно (але з невеликим тертям) ковзають по жорсткому стрижню. Коли хвиля проходить повз стрижень, атомні сили утримують довжину стрижня, але відстань між двома намистинами коливається. Таким чином, намистини труться об стрижень, розсіюючи тепло.Оригінальний текст (англ.)
Feynman’s gravitational wave detector: It is simply two beads sliding freely (but with a small amount of friction) on a rigid rod. As the wave passes over the rod, atomic forces hold the length of the rod fixed, but the proper distance between the two beads oscillates. Thus, the beads rub against the rod, dissipating heat.

Оскільки гравітаційні хвилі поперечні, стрижень має бути орієнтований перпендикулярно до напрямку поширення хвилі.

## Історія міркувань про властивості гравітаційних хвиль

### Подвійне звернення Ейнштейна
Творець загальної теорії відносності Альберт Ейнштейн в 1916 році стверджував, що в його теорії гравітаційне випромінювання може створюватися будь-якою конфігурацією маси-енергії, яка має змінний в часі квадрупольний момент (або більш високий мультипольний момент). Використовуючи лінеаризоване рівняння поля, придатне для дослідження слабких гравітаційних полів, він вивів знамениту квадрупольну формулу, яка кількісно визначає випромінену потужність гравітаційної хвилі.
У 1922 Артур Стенлі Еддінгтон написав статтю, в якій виразив ідею про те, що гравітаційні хвилі по суті є пульсаціями системи координат і не мають фізичного сенсу. Він не оцінив аргументи Ейнштейна про реальність гравітаційних хвиль.

У 1936 році, спільно з Натаном Розеном, Ейнштейн перевідкрив вакуум Бека — сімейство точних гравітаційно-хвильових розв'язків з циліндричною симетрією, іноді також званих хвилями Ейнштейна — Розена. Досліджуючи рух пробних частинок у цих рішеннях, Ейнштейн та Розен переконалися, що гравітаційні хвилі нестійкі до колапсу. Ейнштейн повністю змінив свою думку та оголосив, що гравітаційне випромінювання не було передбаченням його теорії. Ейнштейн написав своєму другові Максу Борну:

Разом із молодим співробітником я дійшов цікавого результату, що гравітаційні хвилі не існують, хоча в першому наближенні вони приймалися за дійсність. Це показує, що нелінійні рівняння поля можуть показати нам більше чи, скорше, обмежити нас більше, ніж ми думали досі.Оригінальний текст (англ.)
Together with a young collaborator, I arrived at the interesting result that gravitational waves do not exist, though they had been assumed a certainty to the first approximation. This shows that the nonlinear field equations can show us more, or rather limit us more, than we have believed up till now.

Іншими словами, Ейнштейн вважав, що передбачення гравітаційного випромінювання було математичним артефактом лінійного наближення, яке він використав у 1916 році. Ейнштейн вважав, що ці плоскі хвилі гравітаційно згортаються в точки; він довго сподівався, що щось подібне пояснить квантово-механічну дуальність хвилі-частинки.
Відповідно, Ейнштейн та Розен подали статтю під назвою «Чи існують гравітаційні хвилі?» у фізичний журнал «Physical Review», в якому вони описали свої хвильові рішення і дійшли висновку, що «випромінювання», яке нібито з'являлось у загальній теорії відносності, не було справжнім випромінюванням, здатним переносити енергію або мати спостережувані фізичні ефекти. Анонімний рецензент, яким, як виявилося пізніше, був Говард Робертсон, знайшов у статті помилку, і рукопис повернули авторам із приміткою, що редактор просить їх переглянути роботу для розв'язання цих проблем. Ейнштейн дуже погано сприйняв цю критику, сердито відповівши: «Я не бачу причин відповідати на помилкову думку, яку висловив ваш рецензент». Він заприсягся ніколи більше не надсилати статей у «Physical Review». Натомість Ейнштейн і Розен повторно представили статтю без змін в інший, набагато менш відомий «Журнал інституту Франкліна». Ейнштейн дотрималася обіцянки щодо «Physical Review».
Леопольд Інфельд, який в цей час прибув до Принстонського університету, пізніше згадав своє здивування, почувши про цю подію, оскільки випромінювання є вельми важливим елементом будь-якої класичної теорії поля, гідної цієї назви. Інфельд висловив свої сумніви провідному фахівцю із загальної теорії відносності Робертсону, який щойно повернувся з Калтеха. Робертсон показав помилку в міркуваннях Ейнштейна: локально хвилі Ейнштейна — Розена є плоскими гравітаційними хвилями. Ейнштейн і Розен правильно показали, що хмара пробних частинок у синусоїдальних плоских хвилях утворює каустику, але перехід на іншу діаграму (по суті, координати Брінкмана) показує, що утворення каустики є не протиріччям, а закономірним очікуванням у цій ситуації. Потім Інфельд звернувся до Ейнштейна, який погодився з аналізом Робертсона (досі не знаючи, що саме він був рецензентом у «Physical Review»).
Оскільки Розен у цей час був у поїздці до СРСР, Ейнштейн працював сам, швидко та ретельно переглядаючи їхню спільну роботу. Ця третя версія була перейменована в «Про гравітаційні хвилі» і, слідуючи пропозиції Робертсона про перетворення в циліндричні координати, представила так звані циліндричні хвилі Ейнштейна — Розена (вони локально ізометричні плоским хвилям). Це й була та версія статті, яка зрештою вийшла в журналі. Однак Розен був незадоволений цими змінами і зрештою опублікував свою власну версію, в якій збереглося помилкове спростування передбачення гравітаційного випромінювання.
У листі до редактора «Physical Review» Робертсон повідомив, що врешті-решт Ейнштейн повністю прийняв заперечення, які спочатку так його засмутили.

### Конференції у Берні та Чапел-Гіллі
У 1955 році в Берні відбулася важлива конференція, присвячена півстолітньому ювілею спеціальної теорії відносності. Розен був присутній і виступив з доповіддю, в якій він обчислив псевдотензор Ейнштейна та псевдотензор Ландау — Ліфшиця (два альтернативні, нековаріантні описи енергії, що переноситься гравітаційним полем). Вони виявились нульовими для хвиль Ейнштейна-Розена, і Розен стверджував, що це підтвердило негативний висновок, який він зробив з Ейнштейном у 1936 році.
Однак до цього часу кілька фізиків, таких як Фелікс Пірані і Айвор Робінсон, усвідомили роль кривини у створенні припливних прискорень і змогли переконати багатьох колег, що гравітаційне випромінювання дійсно існує, принаймні у таких випадках, як вібруюча пружина, де різні частини системи явно не перебувають у інерційному русі. Проте деякі фізики продовжували сумніватися в тому, що гравітаційне випромінювання буде створюватися подвійною зоряною системою, де світові лінії центрів мас двох зір повинні, згідно з наближенням Ейнштейна — Інфельда — Гоффмана, слідувати часоподібними геодезичними.
Натхненний бесідами з Феліксом Пірані, Герман Бонді зайнявся вивченням гравітаційного випромінювання, зокрема, питанням кількісної оцінки енергії та імпульсу, що переносяться «в нескінченність» випромінювальною системою. Протягом наступних кількох років Бонді розробив діаграму випромінювання Бонді та поняття енергії Бондї, щоб ретельно вивчити це питання в максимально загальному випадку.
У 1957 році на конференції в Чапел-Гілл, на якій розглядалися різні математичні інструменти, розроблені Джоном Сінгом, Олексієм Петровим та Андре Ліхнеровичем, Пірані чітко вказав на центральну роль, яку відіграв у загальній теорії відносності тензор Рімана і, зокрема, припливний тензор. Він дав перший правильний опис відносного (припливного) прискорення нерухомих спочатку частинок, на які набігає плоска синусоїдальна гравітаційна хвиля.

### Аргумент Фейнмана
Пізніше на конференції в Чапел-Гілл Річард Фейнман, який наполягав на реєстрації під псевдонімом, щоб висловити свою зневагу до сучасного стану гравітаційної фізики, використовуючи опис Пірані, показав, що проходження гравітаційної хвилі повинне викликати коливання намистинок на стрижні, таким чином, нагріваючи намистинку та стрижень через тертя. Цей нагрів, на думку Фейнмана, показував, що хвиля справді передає енергію системі намистинок і стрижнів, тому вона справді має переносити енергію, спростовуючи твердження Розена 1955 року.
У двох статтях 1957 року Бонді та (окремо) Джозеф Вебер та Джон Арчибальд Вілер використали цей аргумент, щоб надати докладні спростування аргументу Розена.

### Остаточний погляд Розена
Натан Розен ще в 1970-х роках на підставі уявного парадоксу, пов'язаного з радіаційним тертям, продовжував стверджувати, що гравітаційне випромінювання насправді не передбачається загальною теорією відносності. Його аргументи, як правило, вважалися недійсними, оскільки аргумент липкої намистинки вже давно переконав інших фізиків у реальності передбачення гравітаційного випромінювання.